# Касимовка (Біжбуляцький район)
Каси́мовка (рос. Касимовка, башк. Ҡасим) — присілок у складі Біжбуляцького району Башкортостану, Росія. Входить до складу Кенгер-Менеузівської сільської ради.
Населення — 123 особи (2010; 121 в 2002).
Національний склад:
- татари — 73 %
- башкири — 26 %